# Engels zoetwaterhengelteam
Het Engels zoetwaterhengelteam is een nationale zoetwaterhengelteam voor heren.

## Historiek
Het Engels team werd dertienmaal wereldkampioen, daarnaast wonnen ze twaalfmaal zilver en negenmaal brons. In het individueel klassement op dit WK veroverden de Engelse teamleden achttienmaal goud, achtmaal zilver en tienmaal brons. Goed voor een medaillespiegel van 70 stuks.

## Palmares
| Land | team | team | team | ind. | ind. | ind. | totaal (medailles) |
| ---- | ---- | ---- | ---- | ---- | ---- | ---- | ------------------ |
| WK   | 13   | 12   | 9    | 18   | 8    | 10   | 70                 |
| EK   |      |      |      |      |      |      |                    |

| Kampioenschap | Locatie                          | Medaille |
| ------------- | -------------------------------- | -------- |
| WK 1954       | Düsseldorf (BRD)                 | Goud     |
| WK 1961       | Leipzig (DDR)                    | Brons    |
| WK 1963       | Wormeldange (Luxemburg)          | Brons    |
| WK 1967       | Dunaújváros (Hongarije)          | Brons    |
| WK 1972       | Praag (Tsjechoslowakije)         | Zilver   |
| WK 1973       | Chalon-sur-Saône (Frankrijk)     | Brons    |
| WK 1975       | Bydgoszcz (Polen)                | Zilver   |
| WK 1980       | Mannheim (BRD)                   | Zilver   |
| WK 1981       | Luddington (Verenigd Koninkrijk) | Zilver   |
| WK 1982       | Newry (Ierland)                  | Brons    |
| WK 1983       | Amersfoort (Nederland)           | Zilver   |
| WK 1984       | Yverdon / Salavaux (Zwitserland) | Zilver   |
| WK 1985       | Firenze (Italië)                 | Goud     |
| WK 1987       | Coimbra (Portugal)               | Goud     |
| WK 1988       | Damme (België)                   | Goud     |
| WK 1989       | Plovdiv (Bulgarije)              | Brons    |
| WK 1990       | Maribor (Joegoslavië)            | Zilver   |
| WK 1991       | Szeged (Hongarije)               | Goud     |

| Kampioenschap | Locatie                          | Medaille |
| ------------- | -------------------------------- | -------- |
| WK 1991       | Amersfoort (Nederland)           | Goud     |
| WK 1994       | Nottingham (Verenigd Koninkrijk) | Goud     |
| WK 1996       | Peschiera del Garda (Italië)     | Zilver   |
| WK 1997       | Velence (Hongarije)              | Zilver   |
| WK 1998       | Zagreb (Kroatië)                 | Goud     |
| WK 1999       | Toledo (Spanje)                  | Brons    |
| WK 2000       | Firenze (Italië)                 | Zilver   |
| WK 2001       | Parijs (Frankrijk)               | Goud     |
| WK 2004       | Willebroek (België)              | Zilver   |
| WK 2005       | Lappeenranta (Finland)           | Goud     |
| WK 2006       | Montemor (Portugal)              | Goud     |
| WK 2008       | Spinadesco (Italië)              | Goud     |
| WK 2010       | Mérida (Spanje)                  | Goud     |
| WK 2013       | Warschau (Polen)                 | Goud     |
| WK 2015       | Radeče (Slovenië)                | Brons    |
| WK 2016       | Plovdiv (Bulgarije)              | Brons    |
| WK 2017       | Ronquières (België)              | Zilver   |